# イン・ザ・ナイト (ザ・ウィークエンドの曲)
「イン・ザ・ナイト」（In the Night）は、2015年11月17日に発売されたザ・ウィークエンドのシングル。発売元はXO（Universal Music Group）。

## 収録曲
1. In the Night [3:55]
Produced by Max Martin, Ali Payami
(作詞・作曲：Abel Tesfaye, Ahmad "Belly" Balshe, Ali Payami, Savan Kotecha, Max Martin, Peter Svensson)
  -     - ミュージック・ビデオには当時の彼女であるBella Hadidが出演している[16]。

## クレジット
- Ali Payami：ベース、キーボード、シンセサイザー、ドラム、プログラミング
- Max Martin：アディショナル・プログラミング
- Abel "The Weeknd" Tesfaye：共同プロデューサー
- Peter Carlsson：ヴォーカル・エディット
- Sam Holland：レコード・エンジニア
- John Hanes：ミックス・エンジニア
- Serban Ghenea：ミックス
  - Corey Bice, Jeremy Lertola：アシスト
- Tom Coyne (at Sterling Sound)：マスタリング